# 肺血栓塞栓症
肺血栓塞栓症（はいけっせんそくせんしょう、英語: pulmonary thromboembolism、PTE）は身体の血流によって体内から運ばれてきた血栓が栓子となって肺動脈が閉塞すること（塞栓）である。血栓以外の物質が栓子となった場合も含めて、肺塞栓症（はいそくせんしょう、英語: pulmonary embolism、PE）という。
肺塞栓症のほとんどは脚にあった血栓が肺に移動することによっておこる肺血栓塞栓症である。血栓のリスクは、がん、長期安静、喫煙、脳梗塞、特定の遺伝的要因、妊娠、肥満、数タイプの手術によって増加する。肺塞栓症の稀なケースには空気塞栓、脂肪塞栓、羊水塞栓が要因の場合がある。
深部静脈血栓症（英語: deep vein thrombosis、DVT）と肺血栓塞栓症をまとめて静脈血栓塞栓症という。

## 症状
呼吸困難（息切れ）、特に吸うときの呼吸による胸の痛み、吐血である。脚部の血栓も同時に診られることがありその症状は脚の赤み、熱、腫れ、痛みである。肺塞栓症の医学的徴候には血液中の酸素レベルの低下、頻呼吸、心拍数の上昇、時には軽度の発熱がある。重症の場合、失神、異常な低血圧、突然死をひきおこすことがある。

## 検査
- 血液検査
  - Dダイマー : Wellsスコア[9]が0 - 4点の低検査前確率でD-dimer<1000ng/mL、Wellsスコアが4.5 - 6点の中等度検査前確率でD-dimer<500mg/mLのDダイマー値陰性の1,325例（67.3 %）には抗凝固療法を行わなかったが、追跡期間中に静脈血栓塞栓症が認められた患者はいなかった[10]。
- 造影CT（CT肺血管造影; CT pulmonary angiography）
- 肺換気/血流スキャン
- 心臓超音波検査（心エコー）
- 心電図
  - 心電図では、I誘導で深いS波、III誘導でQ波と陰性T波がある「SIQIIITIIIパターン」（肺動脈血栓塞栓症に対する感度8.5 %、特異度96.7 %）を認める。また、V1 - V3の陰性T波（感度10.5 %、特異度96.0 %）も認める。この所見は前壁心筋梗塞でも見られるが、前壁心筋梗塞ではV3（V4）で陰転化が最大になる点が鑑別のポイントである。肺動脈血栓塞栓症では、不完全右脚ブロック（感度4.8 %、特異度97.2 %）、心拍数100回/分を超える頻脈（感度28.8 %、特異度84.3 %）も有名だが、いずれの所見も感度は非常に低く、特異度は高い傾向にある[11]。心電図だけで肺塞栓症を除外診断や確定診断することは難しい。
  - V1-3で陰性T波がみられるとき、II,aVFでの陰性T波が、下壁心筋梗塞と肺塞栓の鑑別に有用との報告がある[12][13]。
- 下肢静脈超音波[14]
  - 肺塞栓の原因となる血栓は、ヒラメ筋静脈由来であることが多く、下肢静脈血栓の有無は診断の一助となる。

## 治療
通常の治療は抗凝固薬のヘパリンやワルファリンが使われ、それらは6か月またはそれ以上の服用が勧められる。重症の場合は血栓溶解の組織プラスミノゲン活性化因子（tPA）などの薬物療法、また必要であれば肺血栓手術（例えば慢性肺血栓塞栓症に対する肺動脈血栓内膜摘除術）などの手術療法がある。抗凝固薬が適切ではない場合、下大静脈フィルターが使用されることがある。

## 予防
肺血栓塞栓症の予防は手術後の早期の運動、着席中の下肢の運動、数タイプの手術後の抗凝固薬の使用である。
肺血栓塞栓症はヨーロッパでは年間約43万人に影響している。アメリカ合衆国では年間30万から60万のケースが診られ、うち5万から20万人が死亡している。男性と女性どちらも同じ割合で診られる症状である。年齢が上がると発症率も上がる。